# Бак, Ноуэл
Но́уэл А́ртур Ко́улмен Бак (англ. Noel Arthur Coleman Buck; 5 апреля 2005, Арлингтон, Массачусетс, США) — американский и английский футболист, центральный полузащитник клуба «Нью-Инглэнд Революшн».

## Карьера
Бак присоединился к академии футбольного клуба «Нью-Инглэнд Революшн» в 2017 году в возрасте 12 лет, перейдя из детской команды «Эн-и-эф-си». В 2021 году начал привлекаться к матчам фарм-клуба «Нью-Инглэнд Революшн» в Лиге один ЮСЛ — «Нью-Инглэнд Революшн II». Дебютировал за «Нью-Инглэнд Революшн II» 10 апреля в матче стартового тура сезона 2021 против «Форт-Лодердейла». 16 мая в матче против «Чаттануга Ред Вулвз» забил свой первый гол за «Нью-Инглэнд Революшн II». 22 июня Бак подписал свой первый профессиональный контракт с «Нью-Инглэнд Революшн II».
18 января 2022 года клуб MLS «Нью-Инглэнд Революшн» подписал с Баком контракт по правилу доморощенного игрока сроком до конца сезона 2025 с опцией продления ещё на один год. За «Нью-Инглэнд Революшн» он дебютировал 13 августа в матче против «Ди Си Юнайтед», выйдя на замену вместо Дамиана Риверы на 63-й минуте. 4 сентября в матче против «Нью-Йорк Сити» он забил свой первый гол за «Нью-Инглэнд Революшн».
Летом 2022 года Бак участвовал в тренировочном лагере сборной США до 19 лет.

## Статистика выступлений
| Выступление             | Выступление      | Выступление      | Лига | Лига | Плей-офф | Плей-офф | Кубок | Кубок | ЛЧ КОНКАКАФ | ЛЧ КОНКАКАФ | Итого | Итого |
| Клуб                    | Лига             | Сезон            | Игры | Голы | Игры     | Голы     | Игры  | Голы  | Игры        | Голы        | Игры  | Голы  |
| ----------------------- | ---------------- | ---------------- | ---- | ---- | -------- | -------- | ----- | ----- | ----------- | ----------- | ----- | ----- |
| Нью-Инглэнд Революшн II | USL1             | 2021             | 28   | 5    | —        | —        | —     | —     | —           | —           | 28    | 5     |
| Нью-Инглэнд Революшн II | MLS Next Pro     | 2022             | 16   | 1    | —        | —        | —     | —     | —           | —           | 16    | 1     |
| Нью-Инглэнд Революшн II | Итого            | Итого            | 44   | 6    | —        | —        | —     | —     | —           | —           | 44    | 6     |
| Нью-Инглэнд Революшн    | MLS              | 2022             | 7    | 1    | —        | —        | 0     | 0     | 0           | 0           | 7     | 1     |
| Нью-Инглэнд Революшн    | MLS              | 2023             | 2    | 0    | —        | —        | 0     | 0     | —           | —           | 2     | 0     |
| Нью-Инглэнд Революшн    | Итого            | Итого            | 9    | 1    | —        | —        | 0     | 0     | 0           | 0           | 9     | 1     |
| Всего за карьеру        | Всего за карьеру | Всего за карьеру | 53   | 7    | —        | —        | 0     | 0     | 0           | 0           | 53    | 7     |

Источники: Transfermarkt, Soccerway, Footballdatabase.eu.